# Hærvejen (film)
Hærvejen er en dansk dokumentarfilm fra 1983 med instruktion og manuskript af Annette Mari Olsen.

## Handling
Poetiserende skildring af den jyske hærvej.